# Erebus ophristigmaris
Erebus ophristigmaris är en fjärilsart som beskrevs av George Francis Hampson 1895. Erebus ophristigmaris ingår i släktet Erebus och familjen nattflyn. Inga underarter finns listade i Catalogue of Life.

## Bildgalleri

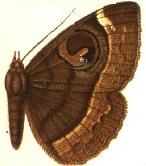